# Superligaen 1996-1997
La Superligaen 1996-1997 è stata la 84ª edizione della massima serie del campionato di calcio danese e 7ª come Superligaen, disputata tra il 28 luglio 1996 e il 15 giugno 1997 e conclusa con la vittoria del Brøndby, al suo settimo titolo.
La formula del torneo prevedeva che tutte le squadre si incontrassero tra di loro per tre volte.
Il capocannoniere del torneo è stato Miklos Molnar del Lyngby con 26 reti.

## Classifica finale
|    | Classifica      | G  | V  | N  | P  | GF | GS | DR  | Pti |
| -- | --------------- | -- | -- | -- | -- | -- | -- | --- | --- |
| 1  | Brøndby         | 33 | 20 | 8  | 5  | 64 | 39 | +25 | 68  |
| 2  | Vejle           | 33 | 14 | 12 | 7  | 57 | 38 | +19 | 54  |
| 3  | AGF             | 33 | 14 | 10 | 9  | 75 | 51 | +24 | 52  |
| 4  | Herfølge BK     | 33 | 15 | 7  | 11 | 46 | 42 | +4  | 52  |
| 5  | Aalborg         | 33 | 12 | 11 | 10 | 46 | 40 | +6  | 47  |
| 6  | Silkeborg       | 33 | 10 | 15 | 8  | 51 | 55 | -4  | 45  |
| 7  | Odense          | 33 | 11 | 8  | 14 | 59 | 61 | -2  | 41  |
| 8  | FC København    | 33 | 10 | 11 | 12 | 35 | 43 | -8  | 41  |
| 9  | Lyngby          | 33 | 10 | 10 | 13 | 50 | 61 | -11 | 40  |
| 10 | AB (*)          | 33 | 8  | 12 | 13 | 56 | 62 | -6  | 36  |
| 11 | Viborg FF       | 33 | 6  | 11 | 16 | 31 | 58 | -27 | 29  |
| 12 | Hvidovre IF (*) | 33 | 5  | 11 | 17 | 39 | 59 | -20 | 26  |

(*) Squadre neopromosse

## Verdetti
- Brøndby Campione di Danimarca 1996/97.
- Brøndby ammesso al secondo turno preliminare della UEFA Champions League 1997-1998.
- Vejle e AGF ammesse al secondo turno preliminare della Coppa UEFA 1997-1998
- Aalborg, Silkeborg e Odense ammesse alla Coppa Intertoto 1997
- Viborg FF e Hvidovre IF retrocesse.